# Wybory prezydenckie w Stanach Zjednoczonych w Kalifornii w 1944 roku
Wybory prezydenckie w Stanach Zjednoczonych w Kalifornii w 1944 roku – odbywały się 7 listopada 1944, w cieniu trwającej od 5 lat w Europie i na całym świecie II wojny światowej, jako część 40. wyborów prezydenckich.
Wyborcy w Kalifornii wybrali elektorów, aby reprezentowali ich w głosowaniu powszechnym w kolegium elektorskim.
Kalifornia została zdobyta po raz czwarty z rzędu przez kandydata demokratów – ówczesnego prezydenta Franklina D. Roosevelta.
| 1940← 7 XI 1944 →1948 | |                                                                                              |
| --- | --------------------------------------------------------------------------------------------------- | -------------------------------------------------------------------------------------------- |
| - Kandydat na prezydenta - Partia polityczna - Stan macierzysty - Kandydat na wiceprezydenta - Głosy elektorskie - Głosy powszechne - Wyniki procentowe | - Franklin D. Roosevelt - Partia Demokratyczna - Nowy Jork - Harry Truman - 25 - 1 988 564 - 56,48% | - Thomas Dewey - Partia Republikańska - Nowy Jork - John W. Bricker - 0 - 1 512 965 - 42,97% |